# Јеврејски бољшевизам
Јеврејски бољшевизам, такође и јудеобољшевизам и јудеокомунизам, антисемитска и антикомунистичка је теорија завере чије присталице оптужују Јевреје за бољшевизам.
Израз је потекао од наслова памфлета Јеврејски бољшевизам, док је актуелан постао након Октобарске револуције 1917. године у Русији. По целом свету се раширио 1920, заједно са кружењем публикације Протоколи сионских мудраца.
Назив јеврејски бољшевизам користили су нацисти да би изједначили Јевреје са комунистима. Они су тврдили да је комунистички покрет створен ради остваривања јеврејских интереса. Данас се овај термин користи у бројним антијеврејским издањима.
Утемељење у својим ставовима поборници ове теорије имају у памфлету Протоколи сионских мудраца.